# آلمیروس
آلمیروس (به لاتین: Almyros) یک شهرک در یونان است که در Magnesia Regional Unit واقع شده‌است.